# Sport Club Atlético

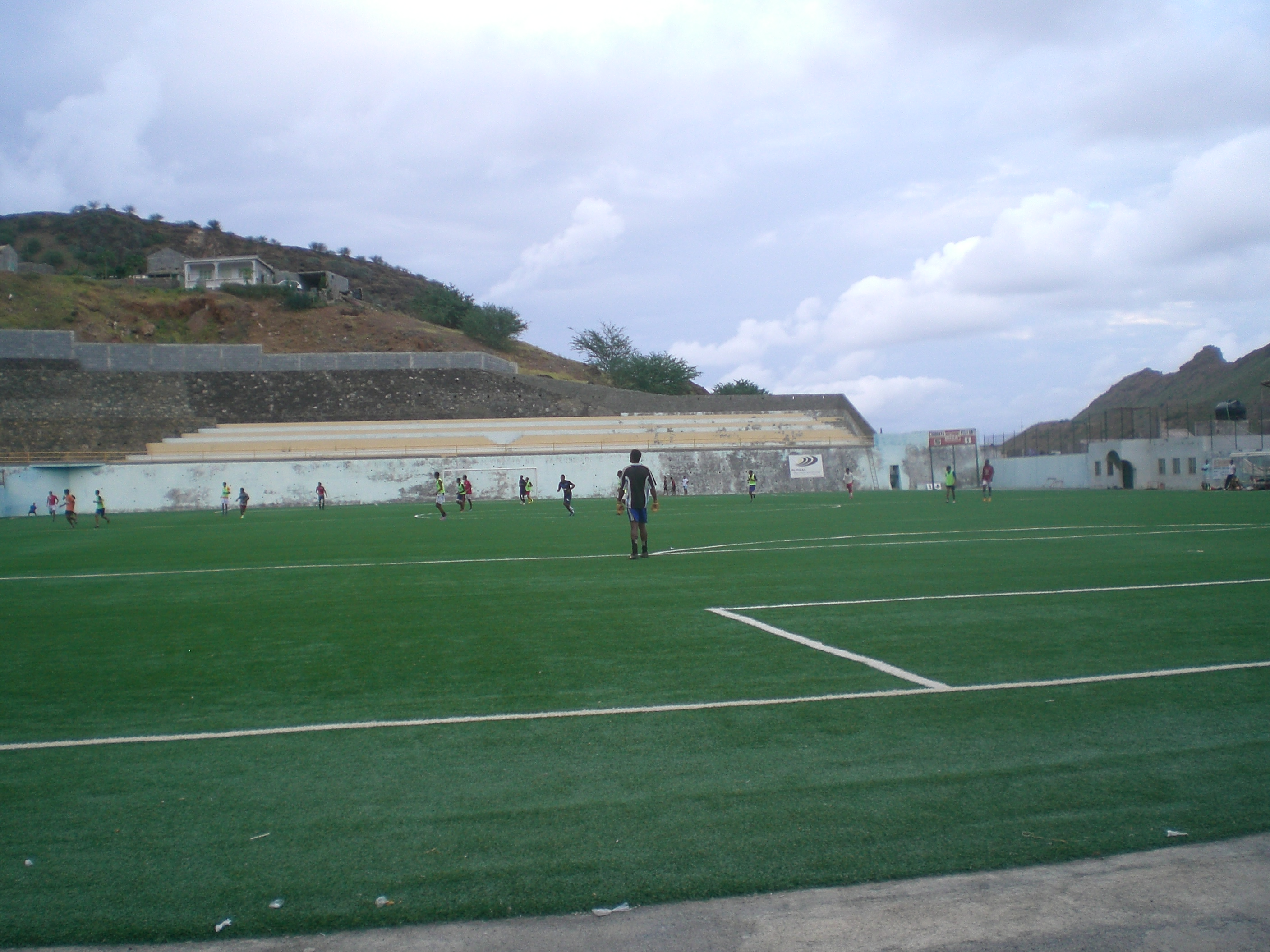
Estádio João de Deus Lopes da Silva

Sport Club Atlético (kurz SC Atlético) ist ein kapverdischer Fußballverein aus Ribeira Brava auf der Insel São Nicolau.

## Geschichte
Der Verein wurde am 9. Dezember 1977 in Ribeira Brava auf der Insel São Nicolau gegründet.

## Erfolge
- São Nicolau-Meister: 1994, 1995, 2000, 2002[1], 2012[2][3], 2014[4]
- São Nicolau-Pokal: 2008, 2014
- São Nicolau-Super-Pokal: 2014
- São Nicolau-Offening: 2002, 2015

## Statistik in den CAF-Wettbewerben
| Saison | Wettbewerb | Runde    | Land     | Verein   | Heim | Auswärts |
| ------ | ---------- | -------- | -------- | -------- | ---- | -------- |
| 1995   | CAF Cup    | 1. Runde | Tunesien | ES Sahel |      |          |